# Requiem per una monaca
Requiem per una monaca (Requiem for a Nun) è un romanzo scritto da William Faulkner pubblicato nel 1951, finalista al National Book Award.
È stato adattato per il teatro da Albert Camus nel 1956.

## Edizioni
- William Faulkner, Requiem per una monaca, traduzione di Fernanda Pivano, Medusa, Milano, Arnoldo Mondadori Editore, 1955,  p. 228.
- William Faulkner, Requiem per una monaca, traduzione di Fernanda Pivano, Prosa del Novecento, Milano, SE, 1992,  p. 200.